# Мустафа, Мухаммед
Мухаммед Мустафа (араб. محمد مصطفى‎; род. 26 августа 1954) — палестинский экономист и государственный деятель, премьер-министр Государства Палестина и Палестинской национальной администрации. Ранее занимал должность председателя правления палестинского инвестиционного фонда (PIF), старшего экономического советника президента Махмуда Аббаса и независимого члена Исполнительного комитета Организации освобождения Палестины.
Многие предполагали, что Мустафа станет премьер-министром Палестины после отставки Мухаммеда Штайе в феврале 2024 года. Ранее Мустафа занимал посты заместителя премьер-министра Палестины (правительства № 15 и 16, 2013—2014) и министра национальной экономики Палестины (правительство № 16, 2014).
Мустафа имеет обширный международный опыт работы с правительством, глобальных институтах и научных кругах, проработав более 15 лет на руководящих должностях в различных секторах в Группе Всемирного банка в Вашингтоне, округ Колумбия. Будучи выдающимся экспертом по инвестициям и экономическим вопросам, Мустафа проработал два года в качестве экономического советника правительства Кувейта по экономическим реформам и два года в качестве советника Государственного инвестиционного фонда в Королевстве Саудовская Аравия.
Мустафа также преподавал в качестве приглашённого профессора в своей альма-матер, Университете Джорджа Вашингтона.

## Ранняя жизнь и образование
Родился 26 августа 1954 года в Кафр-Суре, провинция Тулькарм, Западный берег Иордании. В детстве его семья была вынуждена покинуть свой дом на Западном берегу и нашла убежище в Кувейте. Мустафа получил степень бакалавра в Багдадском университете по специальности «электротехника», а также степень магистра и доктора философии в Университете Джорджа Вашингтона.

## Карьера
В настоящее время Мустафа является председателем палестинского инвестиционного фонда. В период с 2006 по 2013 год Мустафа также был главным исполнительным директором (CEO) PIF. Под его руководством PIF стал ведущим инвестором в Палестине, осуществив около 60 инвестиций, стимулировав иностранные инвестиции на сумму 1,2 миллиарда долларов, которые обеспечили палестинцам около 75 000 рабочих мест. В качестве генерального директора PIF Мустафа руководил созданием нескольких ведущих палестинских компаний, включая Wataniya Mobile, Amaar Real Estate Investment Company, Al Reehan Real Estate Investment Company, Palestine Power Generation Company, Khazanah Asset Management Company и Фонд малого бизнеса Sharakat.
В качестве заместителя премьер-министра, помимо других обязанностей, Мустафа был назначен главой отдела восстановления Газы после войны в Газе в 2014 году.

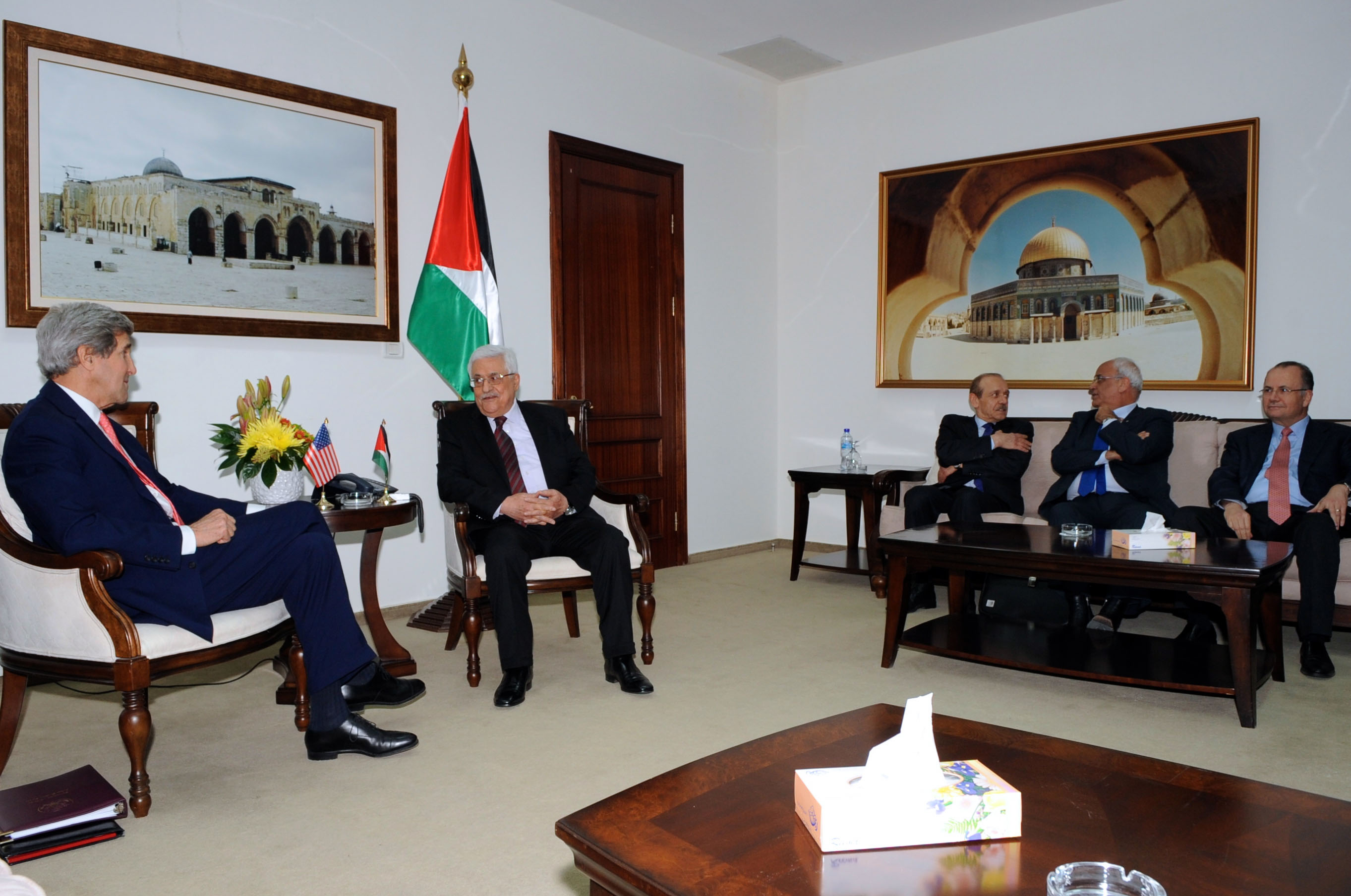
Мустафа с президентом Палестинской автономии Махмудом Аббасом и госсекретарём США Джоном Керри в Рамалле, Западный берег, 3 января 2014 года

До прихода в PIF Мустафа работал с ведущими международными организациями на мировых рынках. За время работы в Группе Всемирного банка Мустафа занимал несколько руководящих должностей в таких секторах, как экономическое развитие и реформы, проектное финансирование, развитие частного сектора, приватизация телекоммуникаций и развитие инфраструктуры. Во время своей работы во Всемирном банке Мустафа взял творческий отпуск, чтобы поработать в качестве главного исполнительного директора-основателя PalTel.
В апреле 2016 года Мустафа был упомянут в Панамских документах, где утверждалось, что он использовал Mossack Fonseca для обеспечения перевода денег из арабских стран в Палестинскую автономию.

### Премьер-министр
14 марта 2024 года президент Палестинской автономии Махмуд Аббас назначил Мухаммеда Мустафу премьер-министром и поручил ему сформировать 19-е палестинское правительство. Его назначение подверглось критике со стороны других палестинских политических фракций, таких как ХАМАС, Палестинский исламский джихад, Народный фронт освобождения Палестины и Палестинская национальная инициатива, которые обвинили ФАТХ в «формировании нового правительства без национального консенсуса» и охарактеризовали это как «усиление политики отчуждения и углубления разделения».

## Личная жизнь
Мустафа женат с 1980 года, имеет двоих сыновей: Мусаб и Язан.